# Olga Wroniewicz
Olga Wroniewicz (ur. w 1980) – polska reżyserka filmów animowanych i teledysków, graficzka.

## Wykształcenie
W 2004 roku ukończyła studia na Wydziale Grafiki (Pracownia filmu animowanego) Akademii Sztuk Pięknych w Warszawie. Jest asystentką Daniela Szczechury w Polsko-Japońskiej Wyższej Szkole Technik Komputerowych w Warszawie oraz Hieronima Neumanna w warszawskiej ASP, gdzie pracuje nad pracą doktorską.

## Twórczość
Jako artystkę, interesują ja tematy na styku dźwięku i obrazu. W 2003 roku zrealizowała animację „Styk”. Badania nad audiowizualnością kontynuowała w „1-39-C” (2004) i „IO” (2005).

## Teledyski
Jest autorką teledysku do piosenki Patti Smith „The Land” (2003). W ramach grupy Likwid zrealizowała nominowany do nagrody Festiwalu Polskich Wideoklipów Yach Film teledysk zespołu Komety „Krzywe nogi” (2004). Uczestniczyła także w zbiorowej wystawie w M25 w Warszawie, na której prezentowała, zrealizowany wspólnie z Elżbietą Kaszubą, utrzymany w poetyce wideoklipu, aktorski film „Przepraszam” (2006).
W roku 2014 Olga Wroniewicz jest ekspertem Polskiego Instytutu Sztuki Filmowej.

## Filmografia
- Przepraszam (2006)
- IO (2005)
- 1-39-C (2004)
- Styk (2003)